# عبد العزيز المبلش
عبد العزيز نبيل المبلش هو لاعب كرة قدم سعودي يلعب كظهير أيمن.

## مسيرة اللاعب
لعب في نادي الروضة و نادي التعاون و نادي الصقر.